# Junction City (Kansas)
Pour les articles homonymes, voir Junction City.
La ville de Junction City est le siège du comté de Geary, situé dans l’État du Kansas, aux États-Unis. Sa population s’élevait à 23 353 habitants lors du recensement de 2010, estimée à 24 180 habitants en 2016.
La ville est située au confluant des rivières Smoky Hill et Republican dont la jonction donne naissance à la rivière Kansas.

## Personnalités liées à la ville
- Amanda Jones
- James C. Wofford

## Source
- (en) Cet article est partiellement ou en totalité issu de l’article de Wikipédia en anglais intitulé « Junction City, Kansas » (voir la liste des auteurs).